# تشهاردة بالا (باقران)
تشهاردة بالا (بالفارسية: چهارده بالا) هي مستوطنة تقع في إيران في قسم باقران الريفي. يقدر عدد سكانها بـ 26 نسمة .